# Del Aire, Kalifornien
Del Aire är en ort (CDP) i Los Angeles County, i delstaten Kalifornien, USA. Enligt United States Census Bureau har orten en folkmängd på 10 001 invånare (2010) och en landarea på 2,6 km².